# تصفية تعاونية

التصفية التعاونية (Collaborative filtering) (CF) هي تقنية تستخدمها أنظمة التوصية. التصفية التعاونية لها حواسان ، إحساس ضيق وواحد أكثر عمومية.
بالمعنى الأحدث والأضيق ، فإن التصفية التعاونية هي طريقة لعمل تنبؤات تلقائية (تصفية) حول اهتمامات المستخدم من خلال جمع التفضيلات أو تذوق المعلومات من العديد من المستخدمين (التعاون). الافتراض الأساسي لنهج التصفية التعاونية هو أنه إذا كان لدى الشخص أ نفس رأي الشخص ب في قضية ما ، فمن المرجح أن يكون لدى أ رأي ب في مسألة مختلفة عن رأي شخص تم اختياره عشوائيًا. على سبيل المثال ، يمكن لنظام توصيات التصفية التعاونية لأذواق التلفزيون أن يقوم بتنبؤات حول البرنامج التلفزيوني الذي يجب على المستخدم أن يعطيه قائمة جزئية بأذواق ذلك المستخدم (الإعجابات أو الأشياء التي لا تعجبه). [3] لاحظ أن هذه التنبؤات خاصة بالمستخدم ، ولكن استخدم المعلومات المستقاة من العديد من المستخدمين. هذا يختلف عن النهج الأبسط المتمثل في إعطاء متوسط (غير محدد) لكل عنصر موضع اهتمام ، على سبيل المثال بناءً على عدد الأصوات.
بمعنى أعم ، التصفية التعاونية هي عملية التصفية للحصول على المعلومات أو الأنماط باستخدام التقنيات التي تنطوي على التعاون بين عدة وكلاء ، وجهات نظر ، مصادر البيانات ، إلخ. تتضمن تطبيقات التصفية التعاونية عادة مجموعات بيانات كبيرة جدًا. تم تطبيق أساليب التصفية التعاونية على العديد من أنواع البيانات المختلفة بما في ذلك: بيانات الاستشعار والمراقبة ، كما هو الحال في استكشاف المعادن ، والاستشعار البيئي في مناطق واسعة أو أجهزة استشعار متعددة ؛ البيانات المالية ، مثل مؤسسات الخدمات المالية التي تدمج العديد من المصادر المالية ؛ أو في التجارة الإلكترونية وتطبيقات الويب حيث ينصب التركيز على بيانات المستخدم ، إلخ. يركز الجزء المتبقي من هذه المناقشة على التصفية التعاونية لبيانات المستخدم ، على الرغم من أن بعض الأساليب والأساليب قد تنطبق على التطبيقات الرئيسية الأخرى أيضًا.

## روابط خارجية
- Beyond Recommender Systems: Helping People Help Each Other, page 12, 2001
- Recommender Systems. Prem Melville and Vikas Sindhwani. In Encyclopedia of Machine Learning, Claude Sammut and Geoffrey Webb (Eds), Springer, 2010.
- Recommender Systems in industrial contexts - PHD thesis (2012) including a comprehensive overview of many collaborative recommender systems
- Toward the next generation of recommender systems: a survey of the state-of-the-art and possible extensions[وصلة مكسورة]. Adomavicius, G. and Tuzhilin, A. IEEE Transactions on Knowledge and Data Engineering 06.2005
- Evaluating collaborative filtering recommender systems (DOI: 10.1145/963770.963772)
- GroupLens research papers.
- Content-Boosted Collaborative Filtering for Improved Recommendations. Prem Melville, Raymond J. Mooney, and Ramadass Nagarajan. Proceedings of the Eighteenth National Conference on Artificial Intelligence (AAAI-2002), pp. 187–192, Edmonton, Canada, July 2002.
- A collection of past and present "information filtering" projects (including collaborative filtering) at MIT Media Lab
- Eigentaste: A Constant Time Collaborative Filtering Algorithm. Ken Goldberg, Theresa Roeder, Dhruv Gupta, and Chris Perkins. Information Retrieval, 4(2), 133-151. July 2001.
- A Survey of Collaborative Filtering Techniques Su, Xiaoyuan and Khoshgortaar, Taghi. M
- Google News Personalization: Scalable Online Collaborative Filtering Abhinandan Das, Mayur Datar, Ashutosh Garg, and Shyam Rajaram. International World Wide Web Conference, Proceedings of the 16th international conference on World Wide Web
- Factor in the Neighbors: Scalable and Accurate Collaborative Filtering Yehuda Koren, Transactions on Knowledge Discovery from Data (TKDD) (2009)
- Rating Prediction Using Collaborative Filtering
- Recommender Systems نسخة محفوظة 11 فبراير 2013 على موقع واي باك مشين.
- Berkeley Collaborative Filtering نسخة محفوظة 17 أغسطس 2013 على موقع واي باك مشين.